# Pedra de la fam

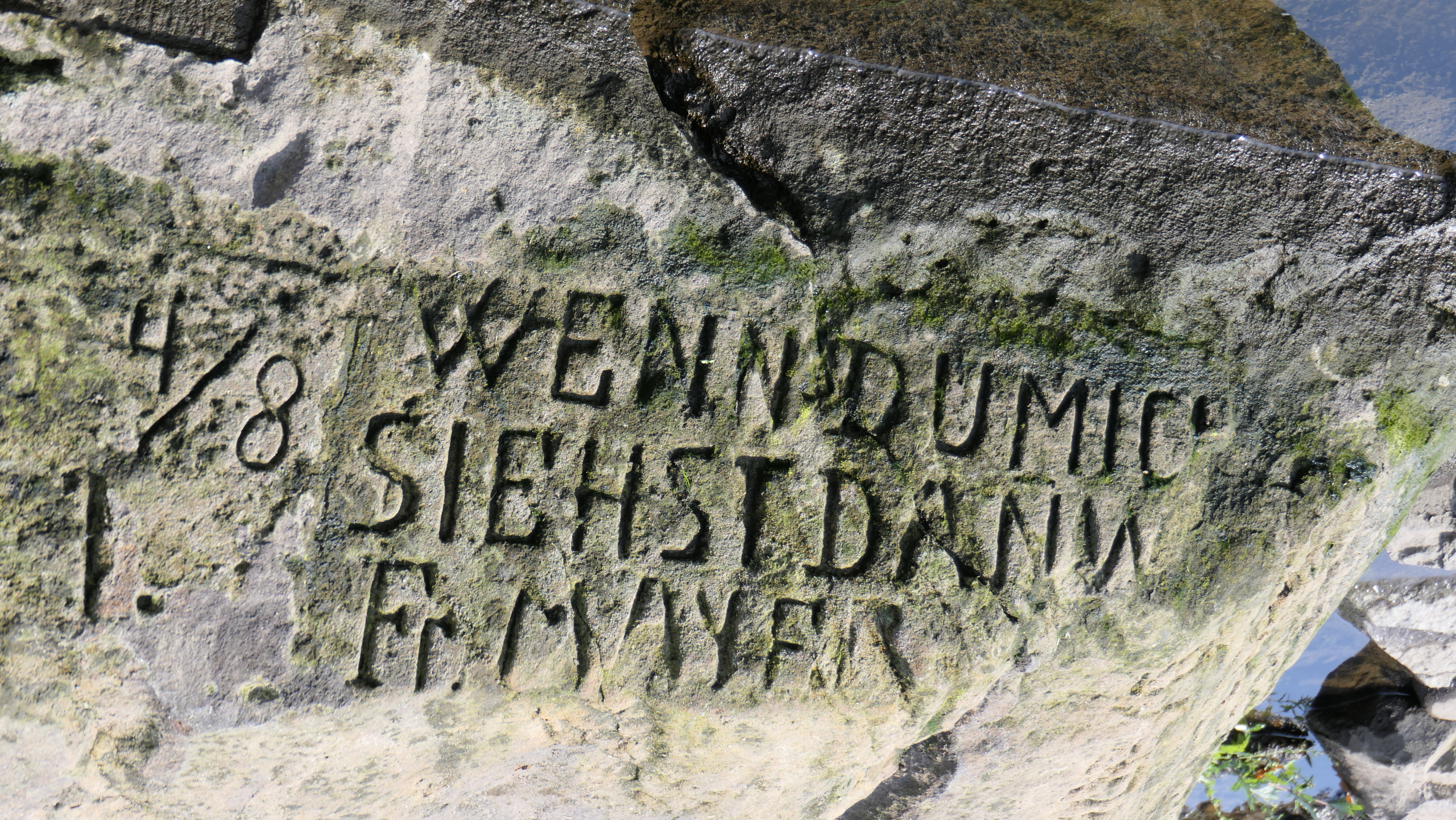
La inscripció més famosa (pedra de la fam de Děčín): «Wenn du mich siehst, dann weine» («Si em veus, plora»).

Una pedra de la fam (en alemany: Hungerstein) és un tipus de marcador de nivell d'aigua, comú a diverses zones d'Europa Central, sobretot a les àrees germàniques. Aquests indicadors van servir com a senyals durant els temps de sequera. Així diversos monuments i avisos de possible fam esdevenidora es van erigir a Alemanya i a diversos indrets poblats per alemanys a tot Europa entre els segles XV i XIX.
Les pedres s'incrustaven en el cau d'un riu durant les sequeres per marcar el nivell de l'aigua com a advertència a les generacions futures que hauran d'endurar dificultats relacionades amb la fam si l'aigua torna a baixar a aquest nivell. Un exemple famós d'aquestes pedres missatgeres es troba al riu Elba a la localitat de Děčín, a la República Txeca, on es troba una pedra que té la inscripció "Wenn du mich siehst, dann weine" (ço és: "Si em veus, plora") com a advertència.

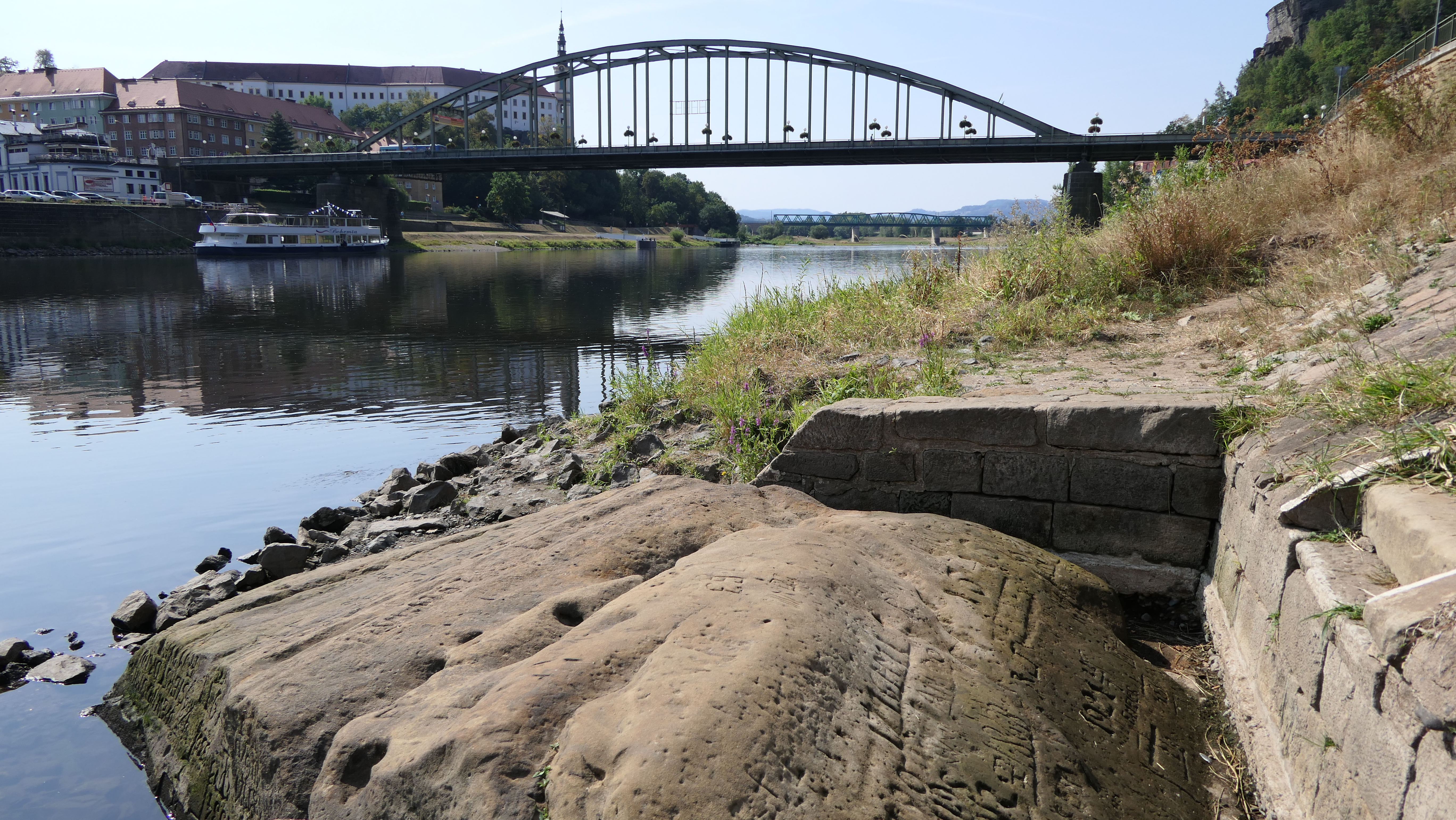
Pedra de la fam al riu Elba, a Děčín (República Txeca)

Gran part de les pedres es van gravar arran de la gran fam de 1816-1817 que fou causada per l'erupció del volcà Tambora el 1815 i resultà en el període que es va anomenar l'Any sense estiu.
Durant el segle següent, el 1918, una pedra de la fam del riu Elba, a prop de Děčín, va aparèixer durant un període d'aigua baixa que va coincidir amb la fam de la Primera Guerra Mundial. Les pedres van sorgir de nou el 2018 durant la sequera estival i darrerament a l'agost del 2022.